# Carl Ehrenfried Carlberg
Carl Ehrenfried Carlberg (Stockholm, 1889. február 24. – Stockholm, 1962. január 22.) olimpiai bajnok svéd tornász.
Részt vett az 1912. évi nyári olimpiai játékokon, és tornában a svéd rendszerű csapat összetettben aranyérmes lett.
Klubcsapata a Göteborgs GF volt.